# Життєпис Едуарда Другого
«Життєпис Едуарда Другого» (лат. Vita Edwardi Secundi) — латинський часопис, створений, ймовірно, у 1326 році невідомим англійським середньовічним істориком, сучасником Едуарда II. «Життєпис…» охоплює події з 1307 до листопада 1325 року.
Найбільш рання з версій «Життєпису…», що збереглись — копія Томаса Герні, знята ним 1729 року з рукопису, який йому надав Джеймс Вест. Оригінал, як припускають, було спалено за кілька років поряд із багатьма іншими паперами Веста. Відомо, що рукопис походив з бенедиктинського абатства Малмсбері, однак неясно, чи був він там створений.
Автор невідомий, але, судячи з тексту «Життєпису…», це була високоосвічена людина, не чернець, що розбиралась у сучасному цивільному праві, можливо похилого віку. Автор, прибічник баронської опозиції, тим не менше досить об'єктивний у змалюванні Едуарда II. Праця над «Життєписом…» була перервана несподівано, ймовірно через смерть хроніста. Денхольм-Янг ототожнював автора з адвокатом з Герефордширу, що служив у графа Герефорда, Джоном Валвейном (пом. 1326). Відповідно до припущення професора К. Дж. Дживен-Вільсона, часопис створювався послідовно упродовж всього правління Едуарда II .

## Видання
- Noël Denholm-Young, ed (1957). The Life of Edward the Second, by the So-Called Monk of Malmesbury. London: Nelson.
- W.R. Childs, ed (2005). Vita Edwardi Secundi. Oxford: Oxford University Press. ISBN 0199275947.